# Brojler
Brojler je vrsta pileta za pečenje. Farme u kojima su počeli da se uzgajaju brojleri napravljene su u SAD 1920. godine. Uzgajaju se namenski za ishranu. Poznati su po tome što mogu brzo da rastu, imaju visoki odnos konverzije hrane, i nizak nivo aktivnosti. Brojleri često dostignu konačnu masu pred klanje od 2–3 kg, u roku od samo pet nedelja.
Oni imaju belo perje i žućkastu kožu. I muške i ženske brojlere kolju radi mesa.
Godine 2003, proizvedeno je približno 42 milijardi brojlera, od kojih su 80% proizvele sledeće kompanije: Aviagen, Cobb-Vantress, Hubbard Farms, i Hybro.